# 디트리히 홀린더보이머

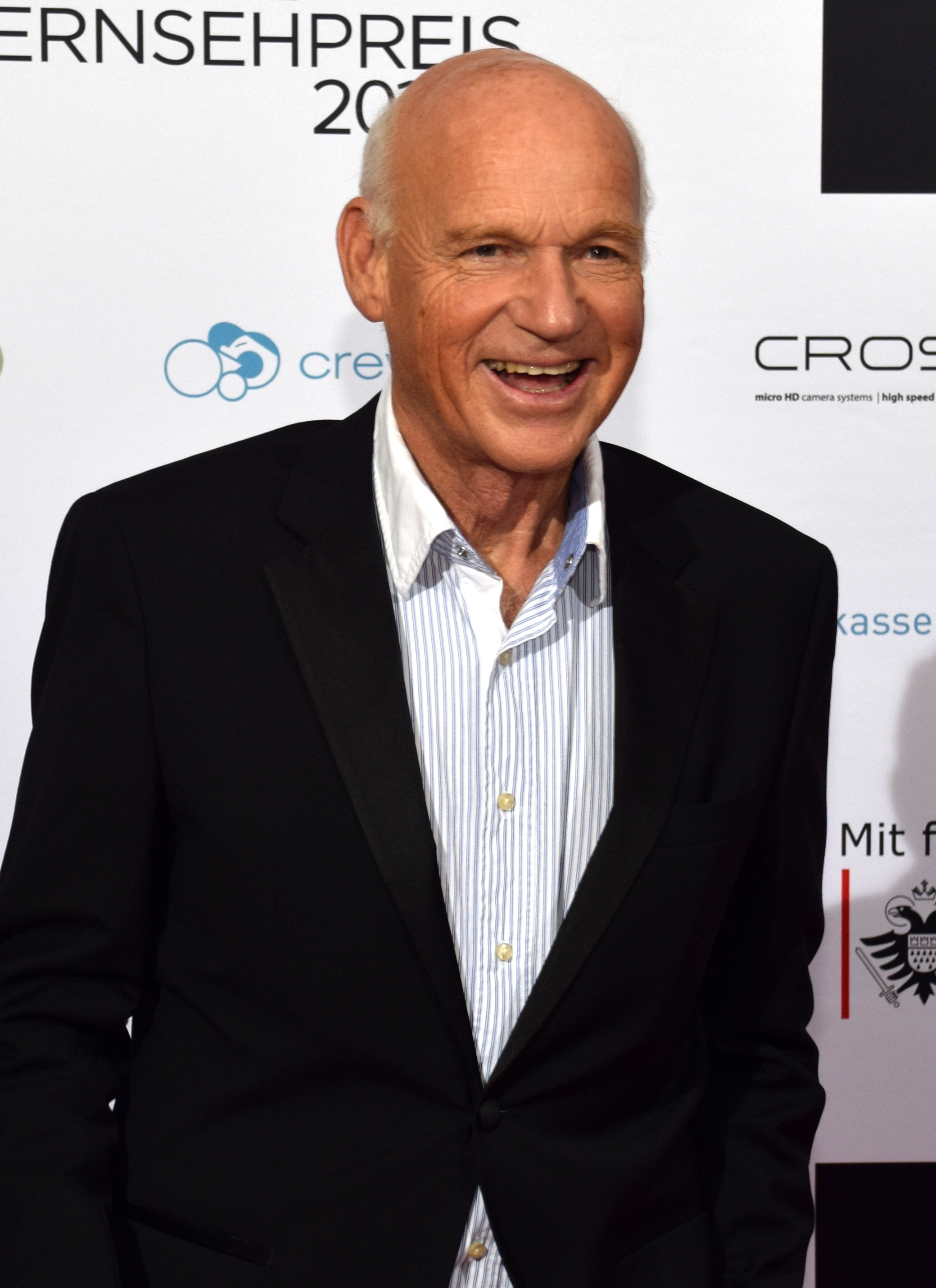

디트리히 홀린더보이머(독일어: Dietrich Hollinderbäumer, 1942년 8월 16일 ~ )는 독일의 배우이다.
에센에서 태어났다.

## 영화
- 곤 (2011년)
- 레지스탕스 (2006년)
- 위갤드 (2006년)
- 포 미니츠 (2006년)
- 다운폴 (2004년) - 공군 원수 리터 폰 그라임 역
- 부서진 유리 (2002년)
- 레릭 헌터 대작전 (2002년)
- 체크메이트 (2002년)
- 유로 덤 앤 더머 2 (2002년)
- 헬리캅스 (1998년)
- 위기의 7분 (1989년)